# بنگ-ئه-بومرنگ
«بنگ-ئه-بومرنگ» (انگلیسی: Bang-A-Boomerang؛ معنای تحت اللفظی: «بومرنگ را بی‌معطلی وِل بده»، یا «بومرنگ را فوری پرتاب کن») نام ترانه‌ای از گروه سوئدی آبا است که نخستین بار در آلبوم آبا آنها منتشر شد. این ترانه نخستین بار توسط یک زوج هنری سوئدی به نام «سُوِنه و لوتا» اجرا شد و شعر آن، مقایسه عشق‌ورزی و محبت با پرتاب یک بومرنگ استرالیایی است که سرانجام به خودِ فرد بازمی‌گردد.
این ترانه را خوانندگان دیگری چون لوتا انگبری و اولسن برادرز بازخوانی کرده‌اند.

## فهرست ترانه‌ها

### نسخهٔ سُوِنه و لوتا

#### نسخهٔ انگلیسی زبان
| روی اول | روی اول         | روی اول                               | روی اول |
| شماره   | نام             | نویسنده(ها)                           | مدت     |
| ------- | --------------- | ------------------------------------- | ------- |
| ۱.      | «بنگ-ئه-بومرنگ» | استیگ آندشون بیورن اولویوس بنی آندشون | ۳:۰۲    |

| روی دوم | روی دوم            | روی دوم                               | روی دوم |
| شماره   | نام                | نویسنده(ها)                           | مدت     |
| ------- | ------------------ | ------------------------------------- | ------- |
| ۲.      | «دختر کوچولوی چاق» | استیگ آندشون بیورن اولویوس بنی آندشون | ۲:۳۷    |

#### نسخهٔ سوئدی
| روی اول | روی اول         | روی اول                               | روی اول |
| شماره   | نام             | نویسنده(ها)                           | مدت     |
| ------- | --------------- | ------------------------------------- | ------- |
| ۱.      | «بنگ-ئه-بومرنگ» | استیگ آندشون بیورن اولویوس بنی آندشون | ۳:۰۲    |

| روی دوم | روی دوم                             | روی دوم                               | روی دوم |
| شماره   | نام                                 | نویسنده(ها)                           | مدت     |
| ------- | ----------------------------------- | ------------------------------------- | ------- |
| ۲.      | «بیا و برای آخرین بار با من رقص کن» | استیگ آندشون بیورن اولویوس بنی آندشون | ۳:۱۹    |

### نسخهٔ آبا
| روی اول | روی اول         | روی اول                               | روی اول |
| شماره   | نام             | نویسنده(ها)                           | مدت     |
| ------- | --------------- | ------------------------------------- | ------- |
| ۱.      | «بنگ-ئه-بومرنگ» | استیگ آندشون بیورن اولویوس بنی آندشون | ۳:۰۵    |

| روی دوم | روی دوم  | روی دوم                               | روی دوم |
| شماره   | نام      | نویسنده(ها)                           | مدت     |
| ------- | -------- | ------------------------------------- | ------- |
| ۲.      | «اس‌اواس» | استیگ آندشون بیورن اولویوس بنی آندشون | ۳:۲۲    |

## جداول موسیقی
نسخهٔ سُوِنه و لوتا
| جدول (۱۹۷۵)                  | بالاترین رتبه |
| ---------------------------- | ------------- |
| استرالیا (گزارش موسیقی کنت)  | ۹۴            |
| بلژیک (اولتراتاپ ۵۰ فلاندرز) | ۲۹            |
| دانمارک (تی‌ار)               | ۲             |
| نروژ (وی‌جی-لیستا)            | ۱۱            |
| سوئد (فهرست برترین‌های سوئد)  | ۵             |